# Agrotis subfuscus
Agrotis subfuscus là một loài bướm đêm trong họ Noctuidae.